# Pygopleurus cirrius
Pygopleurus cirrius är en skalbaggsart som beskrevs av Rudolph Petrovitz 1957. Pygopleurus cirrius ingår i släktet Pygopleurus och familjen Glaphyridae. Inga underarter finns listade i Catalogue of Life.